# 中埔代天府
22°43′34″N 120°19′43″E / 22.726144°N 120.328589°E
中埔代天府，是位於臺灣高雄市楠梓區的王爺廟。

## 歷史
建於嘉慶五年（1800年）。《鳳山縣采訪冊》載：「（王爺廟）在楠仔坑街（觀音），縣北二十里，屋一間（內祀朱王）光緒元年郭對北重修。」
《臺灣南部碑文集成》收錄一塊廟方在道光二年（1822年）立的碑文，記載廟方在嘉慶年間買土地的契文。

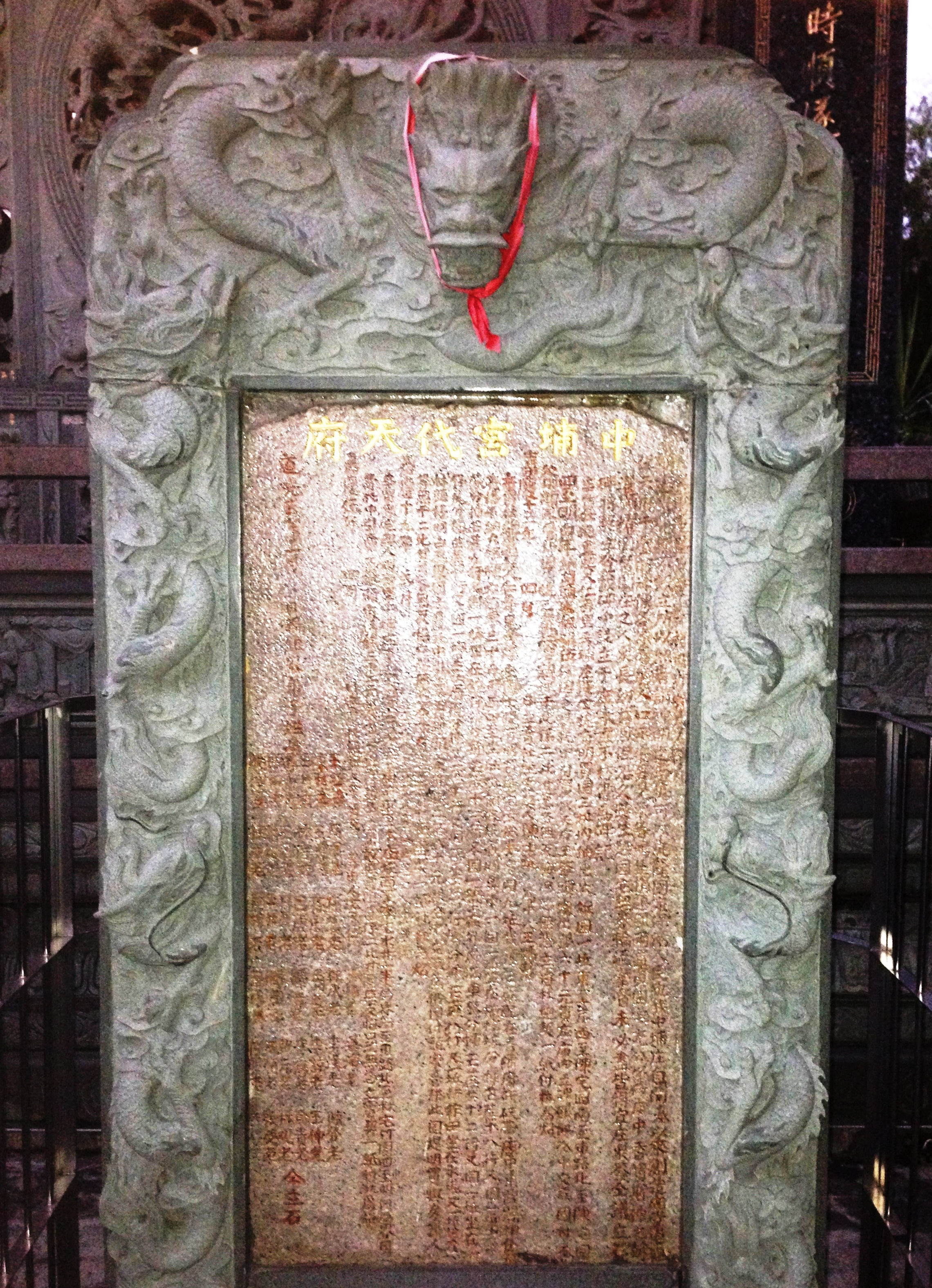
中埔代天府在道光年間所立的碑

## 祭祀
主祀池府王爺。